# Microsoft Expression Graphic Design
Microsoft Expression Graphic Designer är ett program från Microsoft från som 2007 släppte den i sin Expression-serie. Expression är en serie för programmerare som vill ha enkla verktyg att arbeta med.